# Diol

Etilenglicolul este un diol simplu

Rezorcină, un diol aromatic

Un diol este un compus organic ce conține două grupări hidroxil -OH. Cel mai comun diol este etilenglicolul, iar alte exemple sunt 1,4-butandiolul HO−(CH2)4−OH și 1,3-propandiolul HO−CH2−CH2−CH2−OH. Există mai multe tipuri de dioli: dioli geminali, dioli vicinali, etc. 
Cele două grupări hidroxil sunt întâlnite la mulți compuși, și pot exista și alte grupe funcționale în compus, precum în molecula de gliceraldehidă, care conține pe lângă cei doi hidroxili și o grupare carbonil de tip aldehidă.

## Proprietăți chimice
Din punct de vedere industrial, cea mai importantă reacție a diolilor este în producerea de poliuretan.

### Dioli în general
Diolii reacționează cu alcoolii dând reacții de esterificare și eterificare. Etilenglicolul este folosit ca și co-monomer în unele reacții de polimerizare, pentru obținerea poliesterilor și poliuretanilor.
Diolii pot forma eteri ciclici dacă se folosește un catalizator acid, într-o reacție numită ciclizare diolică. Prima etapă este protonarea grupării hidroxil, iar apoi se realizează o substituție nucleofilă intramoleculară; a doua grupă hidroxil se atașează de carbonul deficitar în electroni:
De asemenea, diolii pot trece în lactone.
Oxidarea 1,2-diolilor (vicinali) produce uneori aldehide sau cetone prin ruperea catenei atomilor de carbon între atomii care au grupele hidroxil. Unul din reactivii pentru această rupere oxidativă este acid periodic.